# Champs Flammarion
La collection Champs du Groupe Flammarion est créée en juillet 1977  à l’initiative de Charles-Henri Flammarion — la même année que la collection Pluriel chez Hachette —, et dirigée à l’origine par Louis Audibert, la collection Champs/Flammarion a alors pour ambition de proposer en format poche les grands noms  des sciences humaines de l’époque.
Parmi les dix premiers volumes figurent ainsi La Mort, de Vladimir Jankélévitch, (Champs 1), Philosophie du surréalisme de Ferdinand Alquié (Champs 6), Essai sur l'histoire humaine de la nature, de Serge Moscovici,  (Champs 10) et Science et bonheur des hommes, de Louis Leprince-Ringuet, (Champs 11), mais aussi historiens, psychiatres, sociologues, économistes, etc. Comme le souligne dix ans plus tard un article de Livres-Hebdo, l’idée est donc de couvrir l’ensemble du « champ » des sciences humaines. 
Cependant, l’une des originalités de la collection consiste à réunir des textes déjà parus, notamment classiques, des ouvrages inédits, ainsi que des essais rédigés par des acteurs de la vie politique : l’année de son lancement, elle publiera ainsi Le Vieux, la crise, le neuf (Champs 14) de Jean-Pierre Chevènement, alors animateur du CERES, l’aile gauche du PS,  et Vaincre la pauvreté dans les pays riches.( Champs 3) de Lionel Stoléru, secrétaire d’État dans le gouvernement Raymond Barre.

## Organisation de la collection
À partir de 2008, la collection est réorganisée en six séries : Champs. Arts, Champs. Actuel, Champs. Histoire, Champs. Sciences, Champs. Essais et Champs. Classiques; à quoi s’ajoute, depuis 2000, une « sous collection », Champs. Université.
Même si la renumérotation, entreprise dès 2001, et l’épuration régulière du catalogue tendent à  fausser la perspective, la collection a réuni environ un millier de titres. Le nombre de titres « actifs » au catalogue est actuellement de 740.